# أني وسطي
أني وسطي (بالفارسية: انی وسطی) هي قرية تقع في أردبيل في إيران. يقدر عدد سكانها بـ 443 نسمة بحسب إحصاء 2016.